# Aleksandr Bujárov
Aleksandr Yevguénievich Bujárov (en ruso: Александр Евгеньевич Бухаров; n. 12 de marzo de 1985, en Brézhnev, Unión Soviética, actual Náberezhnye Chelny) es un futbolista internacional ruso que juega como delantero.

## Trayectoria
Bukharov ingresó en las categorías inferiores del Rubin Kazán en 2004, tras jugar anteriormente en el FC Krasnodar-2000, club con el que debutó en 2000, y el FC Chernomorets Novorossiysk en 2003, pese a que no jugó ningún partido en este último club. En el segundo equipo del Rubin, Bukharov permaneció una temporada y en 2005 dio el salto al primer equipo.
Con el club tártaro, Bukharov logró ganar dos ligas rusas (2008 y 2009) y una supercopa, además de disputar la Liga de Campeones. En las seis temporadas que pasó Bukharov en Kazán, el delantero anotó 31 goles en 68 partidos de liga, incluido el más rápido en la historia de la liga rusa, tras anotar a los 26 segundos de partido.
El 19 de julio de 2010, el delantero fue fichado por el FC Zenit San Petersburgo, que pagó alrededor de 11 millones de euros al Rubin y firmó a Bukharov por cuatro años.

## Selección nacional
El jugador debutó con el equipo nacional ruso en octubre de 2009 en un partido de clasificación al Mundial 2010 frente a Azerbaiyán.

## Estadísticas
- Actualizado a 16 de junio de 2010

| Club           | Temporada | Liga | Liga  | Copa | Copa  | Europa | Europa | Supercopa | Supercopa | Total | Total |
| Club           | Temporada | Part | Goles | Part | Goles | Part   | Goles  | Part      | Goles     | Part  | Goles |
| -------------- | --------- | ---- | ----- | ---- | ----- | ------ | ------ | --------- | --------- | ----- | ----- |
| FC Rubín Kazán | 2005      | 8    | 2     | 1    | 0     | 0      | 0      | 0         | 0         | 9     | 2     |
| FC Rubín Kazán | 2006      | 8    | 5     | 5    | 1     | 0      | 0      | 0         | 0         | 13    | 6     |
| FC Rubín Kazán | 2007      | 0    | 0     | 0    | 0     | 0      | 0      | 0         | 0         | 0     | 0     |
| FC Rubín Kazán | 2008      | 20   | 6     | 0    | 0     | 0      | 0      | 0         | 0         | 20    | 6     |
| FC Rubín Kazán | 2009      | 23   | 16    | 1    | 0     | 0      | 0      | 1         | 0         | 25    | 16    |
| FC Rubín Kazán | 2010      | 10   | 3     | 0    | 0     | 3      | 2      | 1         | 1         | 14    | 6     |
| FC Rubín Kazán | Total     | 68   | 31    | 7    | 1     | 3      | 2      | 2         | 1         | 80    | 35    |